# Kabinett Macmillan I
Das Kabinett Macmillan I wurde im Vereinigten Königreich am 9. Januar 1957 durch Premierminister Harold Macmillan von der Conservative Party gebildet und löste das Kabinett Eden ab. Sämtliche Mitglieder gehörten der Conservative Party an.

## Regierungszeit
Premierminister Anthony Eden war zuvor am 9. Januar 1957 während der Sueskrise zurückgetreten. Zuvor hatte Lord Salisbury jedes Mitglied des scheidenden Kabinett Edens befragt. Zur Überraschung vieler konnte er sich mit den Stimmen von 11–12 Ministern im Kabinett gegen Rab Butler durchsetzen, für den nur zwei bis drei Minister votiert haben sollen. Harold Macmillan wurde daraufhin von Winston Churchill und Salisbury als Premierminister vorgeschlagen. Danach wurde er von der Queen als Premierminister ernannt.
Am 30. April 1958 kam es durch das Life Peerages Act 1958 zur Einführung der Life Peers, die im Gegensatz zu den bisherigen Erbadligen (Heritary Peers) einen Sitz im Oberhaus (House of Lords) nur auf Lebenszeit verliehen bekamen. Weibliche Adlige erhielten das Recht, den Sitz ihrer Familie im Oberhaus einzunehmen. Im August und September 1958 ereigneten sich Rassenunruhen in Nottingham (ab dem 23. August) und im Londoner Stadtteil Notting Hill (29. August bis 5. September).
Aus der Unterhauswahl am 8. Oktober 1959 gingen Macmillans konservative Tories als Sieger hervor und erhielten 345 der 630 Sitze im Unterhaus, während die oppositionelle Labour Party 258 Mandate erhielt. 20 Sitze gingen an die National Liberal Party und 6 an die Liberals. Einer der Gründe für den dritten Wahlerfolg der Conservative Party in Folge war insbesondere die boomende Wirtschaft, die Macmillan mit seinem Slogan „You never had it so good“ verdeutlichte. Nach der Wahl kam es zu einer größeren Kabinettsumbildung und dem Kabinett Macmillan II.

## Minister
Dem Kabinett gehörten folgende Minister an:
| Zugehörigkeit |                  | Konservative |
| Zugehörigkeit | Nationalliberale |              |

| Amt                                                                | Bild                   | Person                                          | Partei             | Partei                 | Amtszeit           | Amtszeit         |
| ------------------------------------------------------------------ | ---------------------- | ----------------------------------------------- | ------------------ | ---------------------- | ------------------ | ---------------- |
| Premierminister Erster Lord des Schatzamtes                        | Harold Macmillan       | Harold Macmillan                                |                    | Conservative Party     | 10. Januar 1957    | 14. Oktober 1959 |
| Lordpräsident des Rates                                            | Robert Gascoyne-Cecil  | Robert Gascoyne-Cecil, 5. Marquess of Salisbury | Conservative Party | 13. Januar 1957        | 29. März 1957      |                  |
| Lordpräsident des Rates                                            | Alec Douglas-Home      | Alec Douglas-Home, 14. Earl of Home             | Conservative Party | 29. März 1957          | 17. September 1957 |                  |
| Lordpräsident des Rates                                            | Quintin Hogg           | Quintin Hogg, 2. Viscount Hailsham              | Conservative Party | 17. September 1957     | 14. Oktober 1959   |                  |
| Lordkanzler                                                        | David Maxwell Fyfe     | David Maxwell Fyfe, 1. Earl of Kilmuir          | Conservative Party | 14. Januar 1957        | 14. Oktober 1959   |                  |
| Lordsiegelbewahrer Leader of the House of Commons                  | Rab Butler             | Rab Butler                                      | Conservative Party | 13. Januar 1957        | 14. Oktober 1959   |                  |
| Schatzkanzler Zweiter Lord des Schatzamtes                         | Peter Thornycroft      | Peter Thorneycroft                              | Conservative Party | 13. Januar 1957        | 6. Januar 1958     |                  |
| Schatzkanzler Zweiter Lord des Schatzamtes                         | Derick Heathcoat-Amory | Derick Heathcoat-Amory                          | Conservative Party | 6. Januar 1958         | 14. Oktober 1959   |                  |
| Außenminister                                                      | Selwyn Lloyd           | Selwyn Lloyd                                    | Conservative Party | 13. Januar 1957        | 14. Oktober 1959   |                  |
| Innenminister                                                      | Rab Butler             | Rab Butler                                      | Conservative Party | 13. Januar 1957        | 14. Oktober 1959   |                  |
| Minister für Landwirtschaft und Ernährung                          | Derick Heathcoat-Amory | Derick Heathcoat-Amory                          | Conservative Party | 14. Januar 1957        | 6. Januar 1958     |                  |
| Minister für Landwirtschaft und Ernährung                          | John Hare              | John Hare                                       | Conservative Party | 6. Januar 1958         | 14. Oktober 1959   |                  |
| Minister für die Kolonien                                          | Alan Lennox-Boyd       | Alan Lennox-Boyd                                | Conservative Party | 14. Januar 1957        | 14. Oktober 1959   |                  |
| Minister für Beziehungen zum Commonwealth                          | Alec Douglas-Home      | Alec Douglas-Home, 14. Earl of Home             | Conservative Party | 14. Januar 1957        | 14. Oktober 1959   |                  |
| Verteidigungsminister                                              | Duncan Sandys          | Duncan Sandys                                   | Conservative Party | 13. Januar 1957        | 14. Oktober 1959   |                  |
| Bildungsminister                                                   | Quintin Hogg           | Quintin Hogg, 2. Viscount Hailsham              | Conservative Party | 13. Januar 1957        | 17. September 1957 |                  |
| Bildungsminister                                                   |                        | Geoffrey Lloyd                                  | Conservative Party | 17. September 1957     | 14. Oktober 1959   |                  |
| Minister für Wohnungsbau und Kommunalverwaltung Minister für Wales |                        | Henry Brooke                                    | Conservative Party | 13. Januar 1957        | 14. Oktober 1959   |                  |
| Minister für Arbeit und Nationalen Dienst                          | Iain Macleod           | Iain Macleod                                    | Conservative Party | 14. Januar 1957        | 14. Oktober 1959   |                  |
| Kanzler des Herzogtums Lancaster                                   |                        | Charles Hill                                    |                    | National Liberal Party | 13. Januar 1957    | 14. Oktober 1959 |
| Generalzahlmeister                                                 |                        | Reginald Maudling                               |                    | Conservative Party     | 17. Januar 1957    | 14. Oktober 1959 |
| Energieminister                                                    |                        | Percy Mills, Viscount Mills                     | Conservative Party | 13. Januar 1957        | 14. Oktober 1959   |                  |
| Minister für Schottland                                            |                        | John Maclay                                     |                    | National Liberal Party | 13. Januar 1957    | 14. Oktober 1959 |
| Handelsminister                                                    | David Eccles           | David Eccles                                    |                    | Conservative Party     | 13. Januar 1957    | 14. Oktober 1959 |
| Minister für Transport und Zivilluftfahrt                          |                        | Harold Watkinson                                | Conservative Party | 13. Januar 1957        | 14. Oktober 1959   |                  |

## Hintergrundliteratur
- Der Große Ploetz. Die Enzyklopädie der Weltgeschichte, Verlag Vandenhoeck & Ruprecht, 35. Auflage, 2008, S. 1511, ISBN 978-3-525-32008-2